# Тане Чарлийски
Вижте пояснителната страница за други личности с името Тане войвода.
Тане войвода или Митан Тане е български хайдутин от XVII век.

## Биография
Роден е в битолското село Чарлия (Горна или Долна Чарлия). Става хайдутин, байрактар на дружина. На 14 юли 1646 година напада големия Битолски безистен и ограбва съхраняваните там пари, събрани от данъка върху добитъка, на стойност 120 000 акчета.
След пет години, в 1651 година Тане войвода е заловен и екзекутиран.